# Faro antiguo

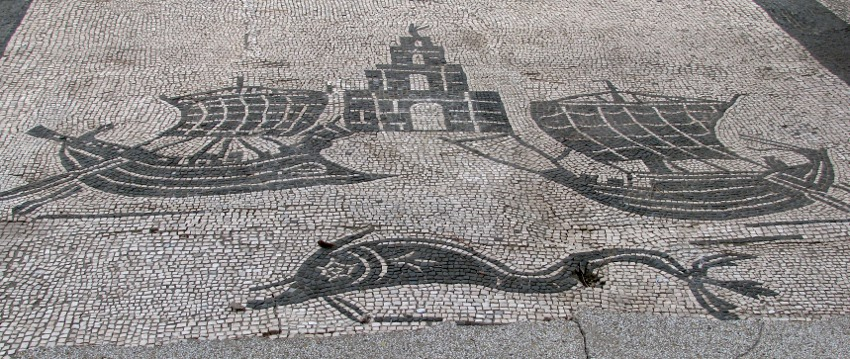
Veleros mercantes y faro antiguo: mosaico de la Piazzale delle Corporazioni (Ostia).

Los faros antiguos son las primeras señalizaciones de fuego marítimas que aparecieron con el desarrollo de la marina. Están atestiguados entre los griegos y los romanos, y tal vez ya entre los púnicos, incluso los minoicos.

## Contexto
Con la aparición muy temprana del comercio marítimo y su ascenso a lo largo de la Antigüedad, era necesario garantizar la seguridad del transporte y, en términos más generales, el control de las rutas de comunicación. Por lo tanto, grandes potencias como Atenas, Cartago o Roma dependían de importantes fuerzas navales para garantizar su hegemonía. Los antiguos también procuraban minimizar los peligros de la navegación a través de:
- Optimización de las travesías gracias a las innovaciones técnicas destinadas a hacer barcos más resistentes y rápidos en alta mar.
- Un mejor conocimiento de las estrellas, los vientos y la costa, de modo que los navegantes, sin mapas ni instrumentos, pudieran orientarse mejor y navegar en el mar.

Es en esta perspectiva que los antiguos establecieron sistemas de señalización marítima para mejorar la visibilidad de las tierras desde el mar. Los faros antiguos, a veces muy altos, destacaban en el horizonte materializando la costa y, de noche, tenían fuegos que indicaban la entrada del puerto. Estas construcciones se extendieron durante la Antigüedad al mismo tiempo que se intensificaban las relaciones marítimas: se encuentran en todo el Mediterráneo e incluso en las costas atlánticas de Europa (España, Gran Bretaña, etc.).

## La visibilidad de las costas: balizas y torres iluminadas

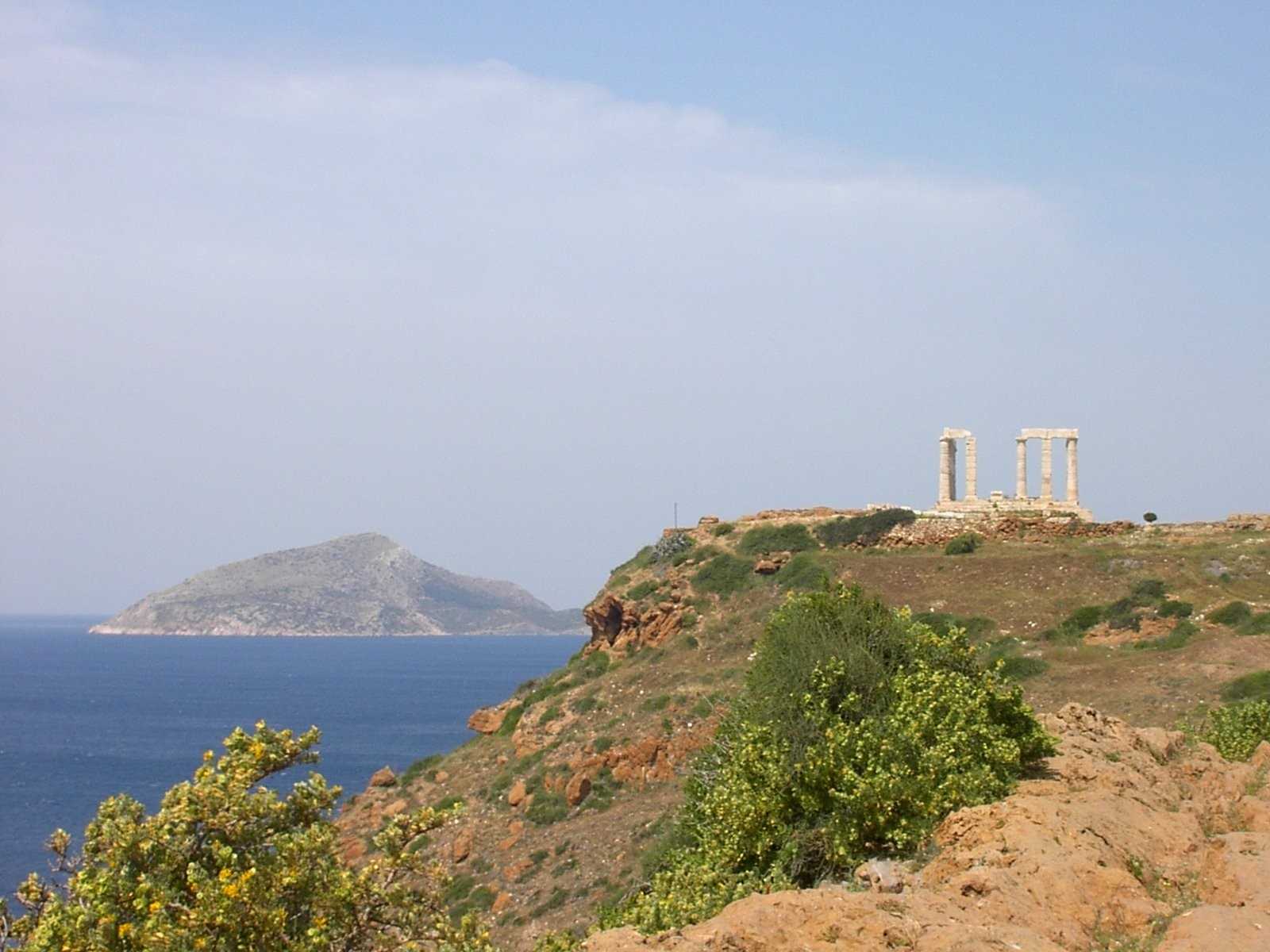
Las ruinas del templo de Poseidón en la cima del cabo Sunio: un punto de referencia ineludible desde el mar.

La navegación por estima de los antiguos no era muy precisa. Al llegar a la costa en un sector más o menos ancho en comparación con su destino final, el piloto debía completar su ruta en una navegación de cabotaje: conocía el trazado del litoral y sabía reconocer los puntos de referencia o marcas (balizas) naturales y la señalización marítima.

### Puntos de referencia (marcas o balizas naturales)
Los puntos de referencia (marcas o balizas naturales),  fijos e inequívocamente identificables, son elementos de orientación que permiten reconocer un lugar con certeza. Las montañas permiten la identificación de secciones enteras de la costa, constituyen los principales puntos de referencia naturales: Monte Athos, Etna, etc. Las islas también ofrecen múltiples puntos de referencia.
Muchos de estos puntos son de origen humano: los santuarios construidos sobre las cabos, en particular, tienen un papel esencial para quienes llegan desde alta mar ya que son puntos de referencia inconfundibles para los navegantes. Por tanto, en la parte superior del cabo Sunio, encontramos las ruinas del templo de Poseidón construido en el siglo V a. C.: ¡el navegante en peligro podía invocar a la divinidad para que esta viniera a rescatarla!
Las redes de torres también pueden señalar la costa. Estrabón señala las de Camarga, erigidas por los masaliotas para señalizar la orilla particularmente baja y peligrosa, y para simbolizar la pertenencia de estas tierras a la ciudad de Masalia. Añade que su puerto estaba al pie de un acantilado en forma de anfiteatro, orientado hacia el Sur y bien protegido.

### Las torres iluminadas
La existencia de una señalización luminosa no deja lugar a dudas para la Antigüedad: primitivamente incendios, encendidos en los promontorios del litoral, y luego, a la entrada de los puertos, torres sobre las cuales arde un fuego. Su objetivo era primero señalar la presencia de la tierra desde el mar para no ser conducidos a la costa durante una navegación nocturna. Así se construyeron ya en el siglo VI a. C. faros en algunos promontorios de la isla de Tasos para facilitar el acercamiento de la ciudad. Del mismo modo, la isla de Delos parece que poseyó varios faros.
Las redes de faros fueron creadas por los cartagineses en la costa norte de África y en España, como Plinio el Viejo atestigua al mencionar las torres de Aníbal. Servían a la vez de señalización para los marineros y para la transmisión de señales luminosas.
Para los sitios fácilmente visibles desde el mar abierto, las soluciones previstas eran probablemente más modestas que para las costas bajas sin puntos de referencia, donde se construyeron los faros más famosos de la Antigüedad (el faro de Alejandría, Ostia, Leptis Magna, etc.).

## Construcciones de prestigio

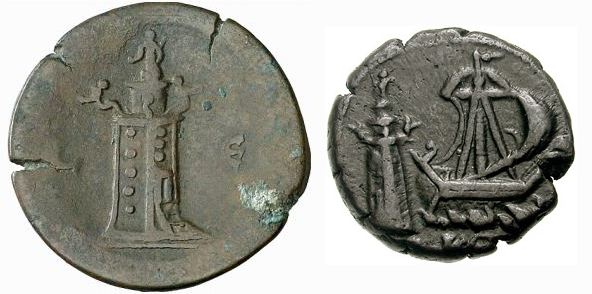
Monedas de bronce acuñadas en Alejandría bajo Antonino Pío y Cómodo.

Los faros, en la Antigüedad, también eran símbolos, ya que su arquitectura a veces era extraordinaria, como en Alejandría u Ostia. Algunos eran un  dechado de destreza técnica y por lo tanto edificios de prestigio que participaban en la monumentalidad del puerto indicando su entrada. La gran variedad de formas (número y forma de los pisos) y decoraciones (estatuas, aberturas, etc.) de las faros antiguos indudablemente subraya esta inquietud estética.
Se ha buscado a lo largo de toda la Antigüedad para igualar el faro de Alejandría: 135 metros de altura y compuesto por tres plantas. Las excavaciones altamente publicitadas de este sitio han subrayado constantemente el carácter monumental de este edificio. Era el símbolo de la ciudad y se puede encontrar en muchas monedas alejandrinas.

## «Para la salvación de los navegantes»
Los faros tienen el papel de garantizar la salvación de los marineros, como recuerda la inscripción en el faro de Alejandría: «Sóstrato hijo de Dexifanes, de Cnido, a los dioses salvadores, para la salvación de los navegantes». De hecho, señalan la presencia de la tierra desde el mar, lo que exige tanto la vigilancia (el peor de los peligros es desviarse de la costa) y señala con precisión el puerto y el acceso a la rada.
Los faros antiguos a menudo estaban coronados por la estatua de una divinidad: dedicada a un dios salvador, los faros son para los navegantes el instrumento de la divinidad. Los marineros no dudaban en confiar su navegación a las divinidades de los puertos (santuarios y faros), rezarles en alta mar y agradecerles su llegada a buen puerto.
Los primeros cristianos convirtieron el faro en uno de los símbolos de Cristo: como un faro en la noche, el Señor Resucitado dirige el mundo con su luz, guiando la barca de la Iglesia.

## Faros célebres de la Antigüedad

### Mediterráneo oriental
- El faro de Alejandría en Egipto: 135 metros de altura, construido de piedra blanca, que constaba de tres plantas (cuadradas, octogonales y cilíndricas). Su arquitecto fue Sóstrato de Cnido.
- El faro de Taposiris Magna (actual Abusir), en Egipto: una copia del faro de Alejandría.[11]
- Los faros griegos de Tasos, en Grecia: varios faros se construyen a partir del siglo VI a. C. en algunos promontorios de la isla. El de Cabo Pigros llevaba una inscripción en memoria de Aquérato.[12]
- El faro romano de Leptis Magna en Libia: este faro cuadrado de tres pisos fue construido en la época de los Severos de en el rompeolas norte del puerto.
- El faro de Cesarea de Mauritania (actual Cherchell) en Argelia: edificado en la isla de Joinville, solo subsisten los cimientos según J. Lassus.[13] Medía 36 m de alto.[14]

### Atlántico
- El faro romano de La Coruña (Brigantium), en España, o Torre de Hércules: único faro que permaneció en el mismo lugar, sobre los mismos cimientos y con la misma función.[15]
- El faro romano de Dover (Dubris), en Gran Bretaña: la parte inferior de la torre es romana de 13 metros de altura (octogonal), su parte superior es completamente medieval.
- El faro romano de Boulogne-sur-Mer (Gesoriacum), en Francia, o Tour d'Ordre: su construcción se atribuye a Calígula en el 39 a. C.[16] Constaba de 12 pisos octogonales.

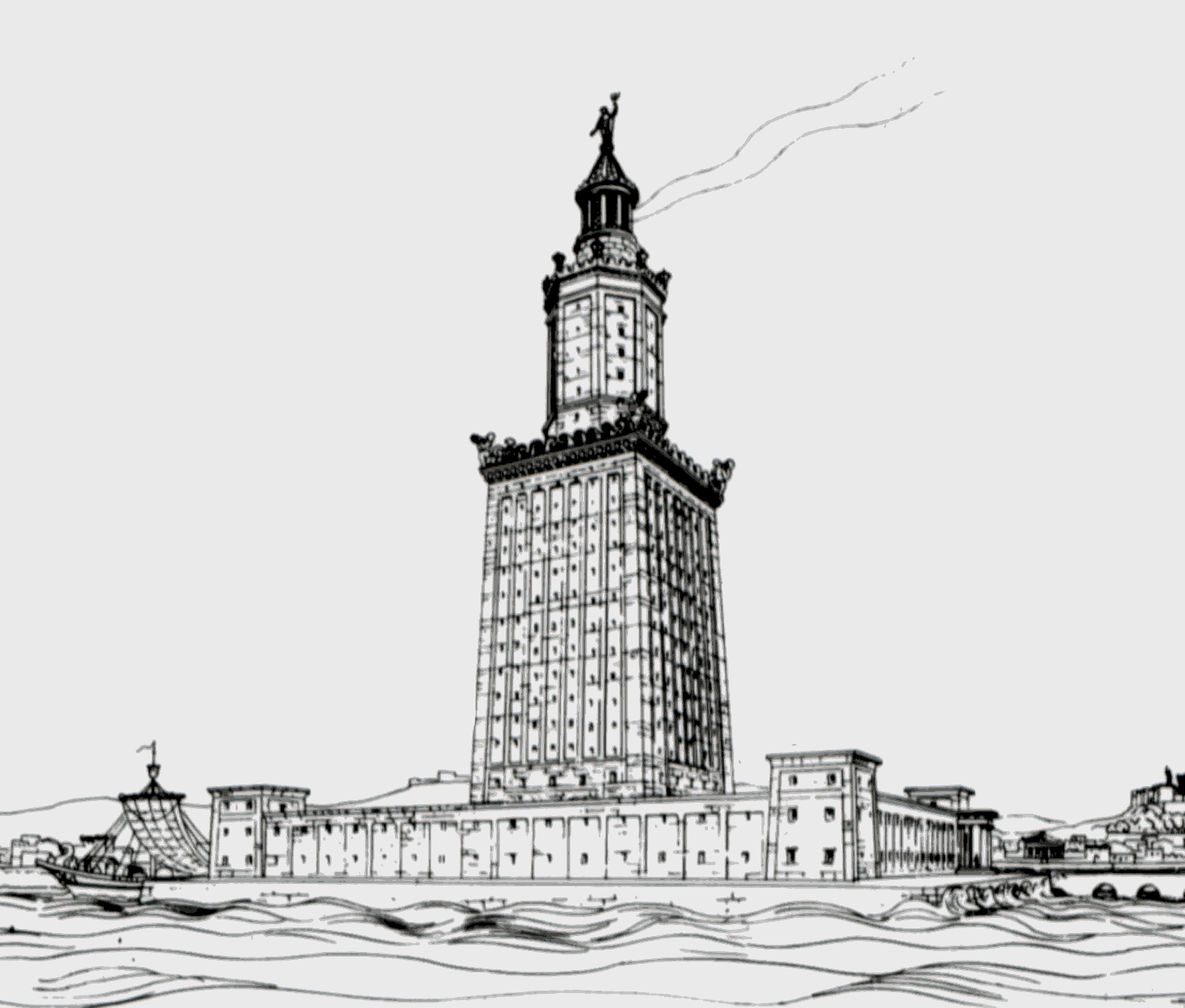
Reconstrucción gráfica del faro de Alejandría por H. Thiersch.
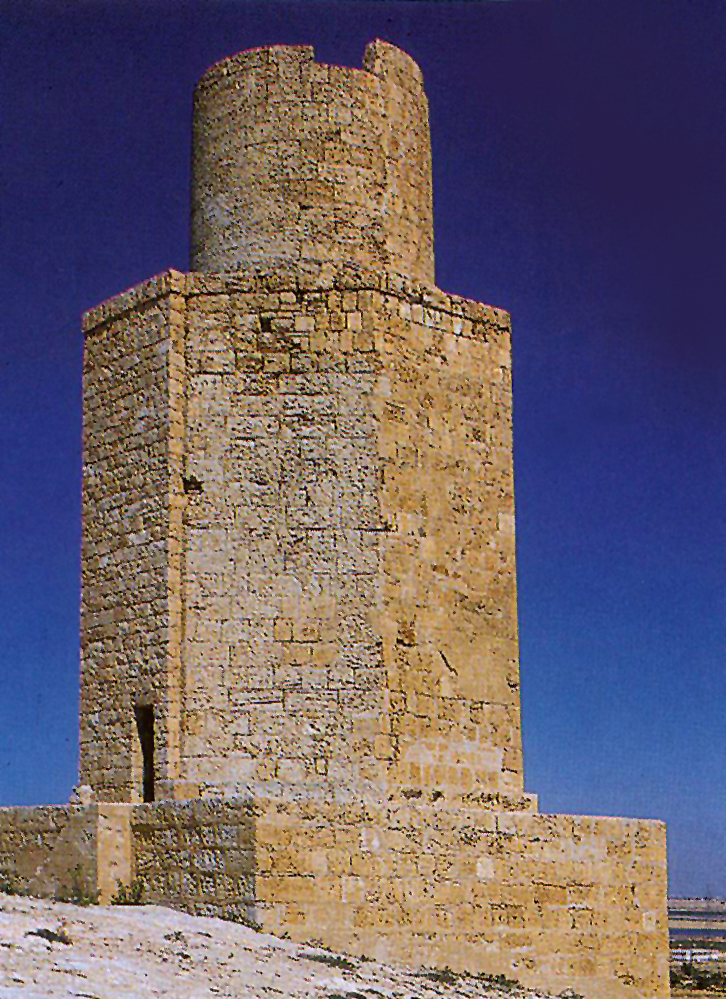
Faro de Taposiris Magna.
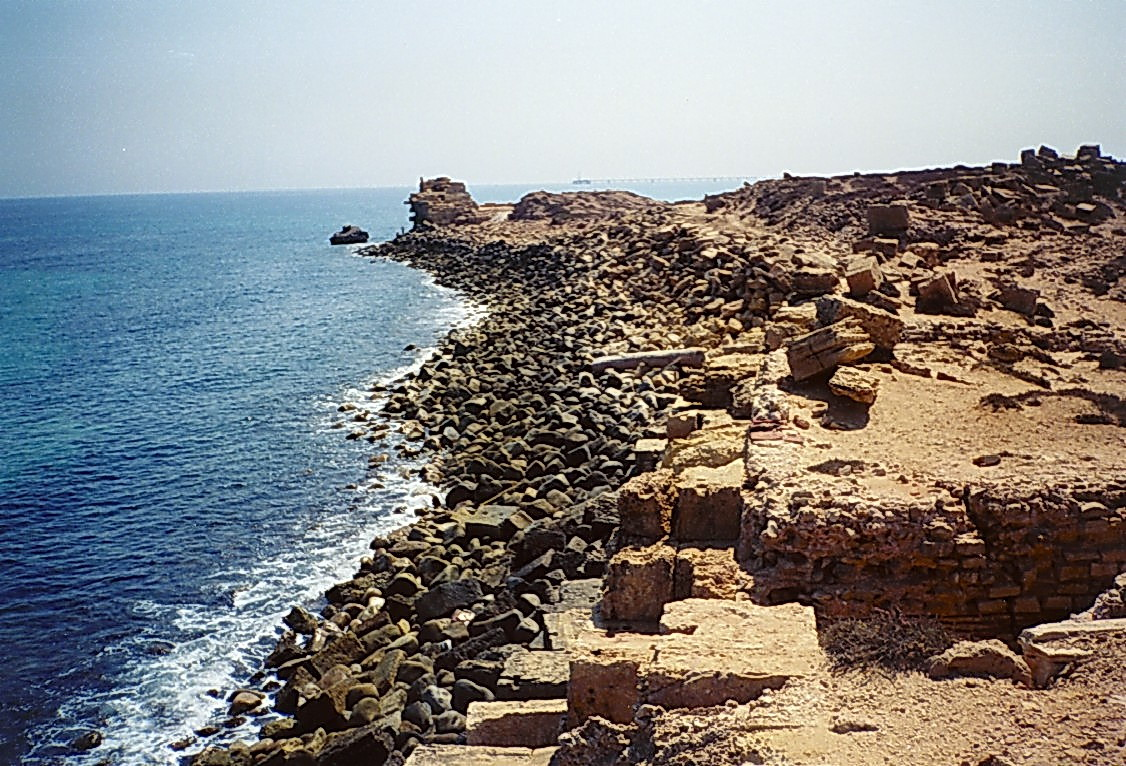
Costa norte de Leptis Magna y ruinas del faro (al fondo)
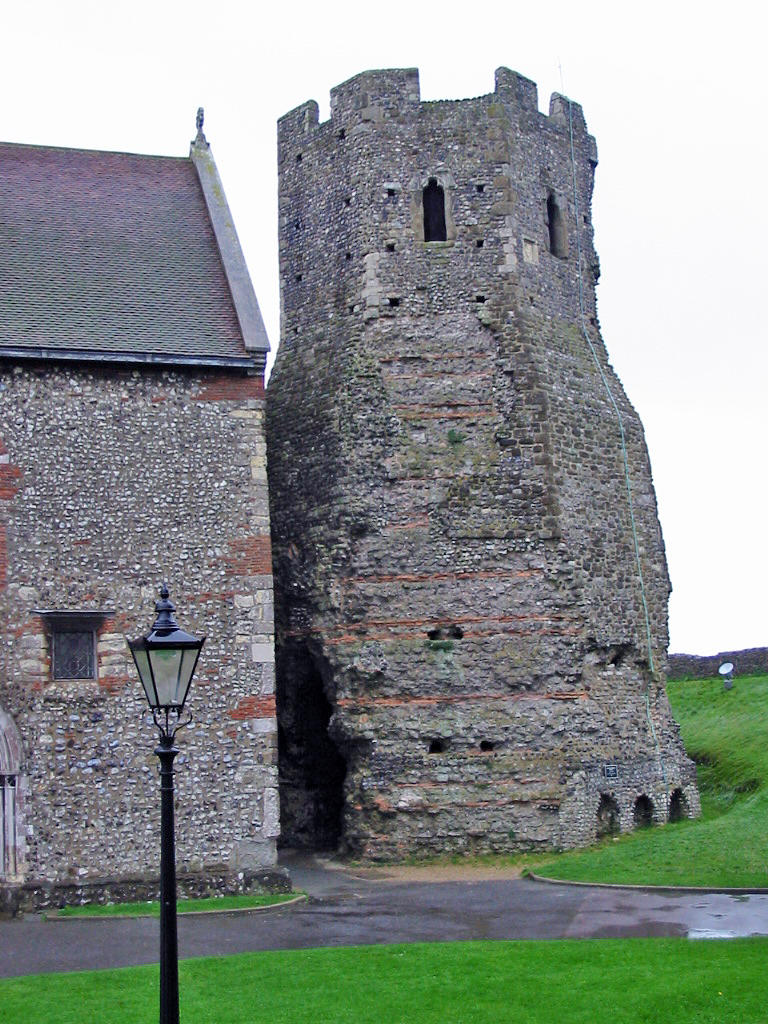
Faro romano de Dover.
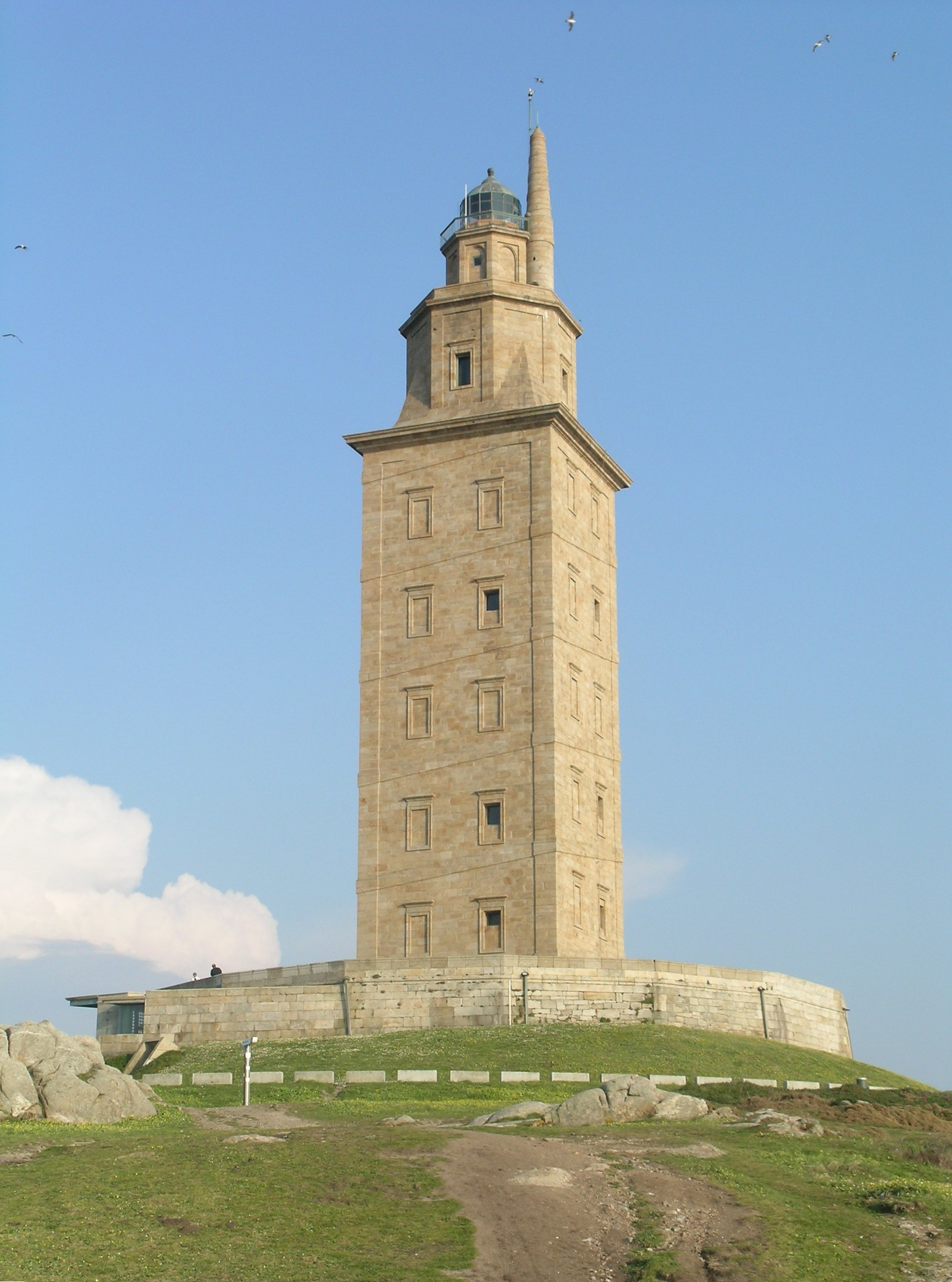
Torre de Hércules en La Coruña.